# Foxy Di
Foxy Di (en russe : Фокси Ди ; née le 14 septembre 1994 à Saint-Pétersbourg, en Russie) est une ancienne actrice pornographique et modèle érotique russe. Active de 2013 à 2019, elle est apparue dans 131 films, principalement pour des studios européens. Elle a poursuivi sa carrière comme DJ.
Elle a figuré dans le top 22 des actrices pornographiques russes à connaitre en 2024 de la version russe du magazine Maxim.